# Almanzo Wilder
Almanzo James Wilder (Malone (New York), 13 februari 1857 - Mansfield (Missouri), 23 oktober 1949) was de man van de Amerikaanse schrijfster Laura Ingalls Wilder, bekend van de boeken over Het kleine huis op de prairie. De schrijfster Rose Wilder Lane was hun dochter.

## Biografie
Almanzo James Wilder werd geboren vlak bij Malone in de staat New York als zoon van de Amerikaanse boeren James Mason Wilder en Angeline Albina Day. In 1879 verhuisde hij met zijn broer Royal Gould Wilder naar De Smet (South Dakota).
In de zeer strenge winter van 1880-1881 voorkwam Almanzo Wilder een hongersnood in De Smet. Toen de voedselvoorraden dreigden op te raken trok hij met zijn vriend Cap Garland met gevaar voor eigen leven tussen de blizzards door de prairie op om graan naar het stadje te brengen
In De Smet ontmoette hij zijn toekomstige vrouw Laura Ingalls met wie hij trouwde op 25 augustus 1885. Zij hadden een boerderij ten noorden van De Smet. Ze kregen een dochter Rose, geboren op 5 december 1886. In 1888 werd Almanzo Wilder ernstig ziek. Hij kreeg eerst difterie en kort daarna een lichte beroerte, waardoor hij gedeeltelijk verlamd bleef.
In augustus 1889 kregen de Wilders nog een kind, een zoon, die na enkele dagen overleed. Een paar maanden later brandde hun boerderij volledig af.
In 1890 leefden Laura, Almanzo en Rose bij Almanzo's ouders in Spring Valley Minnesota. Tussen 1891 en 1892 verhuisden ze naar Westville in Florida omdat ze hoopten dat het warmere klimaat zou helpen voor Almanzo's gezondheid. Na enkele maanden keerden ze echter weer terug naar De Smet. In juli 1894 verlieten ze De Smet voorgoed om zich voor de rest van hun leven te vestigen in Mansfield (Missouri). Ze hadden daar een redelijk succesvolle boerderij. Hij overleed op 23 oktober 1949, en werd 92 jaar.
Het verhaal over de jeugd van Almanzo beschreef Laura Ingalls- Wilder in haar tweede boek De grote hoeve. In haar boek De vier prairiejaren schreef Laura over hun eerste jaren samen. Dit boek werd pas na haar dood uitgegeven.

In de Tv-serie Het kleine huis op de prairie werd de rol van Almanzo Wilder vertolkt door Dean Butler.